# وبستر (پنسیلوانیا)
وبستر (به انگلیسی: Webster) یک منطقهٔ مسکونی در ایالات متحده آمریکا است که در شهرستان وستمورلند، پنسیلوانیا واقع شده‌است. وبستر ۲۵۵ نفر جمعیت دارد.